# Majuskel
Inden for typografi er en majuskel (maˈjusgəl eller mɑˈjusgəl; fra latin majusculus, 'noget større', diminutiv af major, 'større') eller versal (væɐ̯ˈsæˀl; fra tysk Versal, afledt af latin versus, 'vers'), også kaldet blokbogstav, et stort bogstav, f.eks. det første bogstav i et personnavn.
Modstykket til en majuskel er en minuskel (et "lille" bogstav). Er et ord skrevet alene med majuskler i samme størrelse, betegnes disse som kapitæler.[kilde mangler]

## Det danske alfabets 29 majuskler
A, B, C, D, E, F, G, H, I, J, K, L, M, N, O, P, Q, R, S, T, U, V, W, X, Y, Z, Æ, Ø og Å.